# Nova Topola, Srbija
Nova Topola (izvirno srbsko Нова Топола) je naselje v Srbiji, ki upravno spada pod Občino Lebane; slednja pa je del Jablaniškega upravnega okraja.

## Demografija
V naselju, katerega izvirno (srbsko-cirilično) ime je Нова Топола, živi 108 polnoletnih prebivalcev, pri čemer je njihova povprečna starost 48,7 let (48,2 pri moških in 49,3 pri ženskah). Naselje ima 48 gospodinjstev, pri čemer je povprečno število članov na gospodinjstvo 2,52.
To naselje je, glede na rezultate popisa iz leta 2002, večinoma srbsko, a v času zadnjih treh popisov je opazno zmanjšanje števila prebivalcev.
|  |

| Demografija | Demografija     | Demografija     |
| Leto        | Št. prebivalcev | Št. prebivalcev |
| ----------- | --------------- | --------------- |
|             |                 |                 |
|             |                 |                 |
|             |                 |                 |
|             |                 |                 |
| 1948        | 432             |                 |
| 1953        | 421             |                 |
| 1961        | 363             |                 |
| 1971        | 311             |                 |
| 1981        | 262             |                 |
| 1991        | 175             | 170             |
| 2002        | 121             | 121             |
|             |                 |                 |

| Etnična sestava po popisu iz leta 2002 | Etnična sestava po popisu iz leta 2002 | Etnična sestava po popisu iz leta 2002 | Etnična sestava po popisu iz leta 2002 | Etnična sestava po popisu iz leta 2002 |
| -------------------------------------- | -------------------------------------- | -------------------------------------- | -------------------------------------- | -------------------------------------- |
| Srbi                                   | Srbi                                   |                                        | 115                                    | 95,04%                                 |
| Črnogorci                              | Črnogorci                              |                                        | 6                                      | 4,95%                                  |
| Neznano                                | Neznano                                |                                        | 0                                      | 0,0%                                   |